# Maor Buzaglo
Maor Bar Buzaglo (* 14. Januar 1988 in Israel) ist ein israelischer ehemaliger Fußballspieler.

## Vereinskarriere
Der Stürmer, der als eines der größten Talente Israels gilt, stammt aus der Jugend von Maccabi Haifa. 2007 wurde er an den FC Bnei Sachnin verliehen, um dort Spielpraxis zu bekommen. Im Jahr 2007 wurde Buzaglo beim Milk Cup zum Spieler des Turniers gekürt. Viele Vereine, wie Spartak Moskau, West Ham United, Paris Saint-Germain, der VfL Bochum, der 1. FC Nürnberg, Dinamo Zagreb oder der FC Reading haben bereits ihr Interesse an dem talentierten Stürmer bekundet. Jedoch hat er sich entschieden, bis im Sommer 2008 noch beim FC Bnei Sachnin zu bleiben.

## Maccabi Haifa
Als 18-Jähriger erhielt Buzaglo seinen ersten Profivertrag bei Maccabi Haifa. Zuvor wurde der versierte Mittelfeldspieler in der Jugendakademie von Olympique Lyon ausgebildet. Um Spielpraxis zu sammeln, verlieh der Verein den Spielmacher für die Saison 2006–2007 an Hapoel Petach Tikwa und ein Jahr darauf an Bnei Sachnin.

## Hapoel Petach Tikwa
Für Hapoel Petach Tikwa absolvierte der Spieler 21 Ligaspiele und erzielte dabei 5 Tore. Zusätzlich wurde Buzaglo auch für die Jugendmannschaft von Hapoel Petach Tikwa eingesetzt, wobei er in zwei Spielen drei Tore erzielte.

## Bnei Sachnin
Bei dem arabischstämmigen Klub aus Sachnin wurde Buzaglo zu einer festen Größe. Er bestritt alle Ligaspiele und erzielte 9 Tore. Aufgrund seiner starken Leistungen in dieser Saison wurden die großen Vereine auf ihn aufmerksam.

## Maccabi Tel Aviv
Buzaglo spielte drei durchaus erfolgreiche Jahre für Maccabi Tel Aviv. Nach Streitereien zwischen Buzaglo's Vater und dem Eigentümer des Klubs, Mitchell Goldhar, wurde der Vertrag mit dem Spieler seitens des Vereins einseitig aufgelöst.

## Standard Lüttich
Im August 2011 unterschrieb Buzaglo einen Zweijahresvertrag beim belgischen Spitzenklub. Sein Jahresgehalt soll kolportierte 400.000 EUR pro Jahr betragen.
Buzaglo spielte 1,5 Jahre bei Standard Lüttich, hatte aber aufgrund vieler Verletzungen kaum Spielmöglichkeiten. Trotz guter Leistungen in seinen letzten Spielen, kam der Mittelfeldspieler nicht mehr zum Zug, weshalb der Spieler (gemeinsam mit seinem Vater und Agenten Ya'akov) einen neuen Verein suchte. Trotz Angebote zweier Vereine aus der französischen Ligue 1, entschied man sich für einen Wechsel zu HaPoʿel Beʾer Scheva.

## HaPoʿel Beʾer Scheva
Nach zwei glücklosen Saisonen in Belgien, kehrte Buzaglo nach Israel zurück. Am 1. Juli 2013 unterschrieb er einen Einjahresvertrag, mit Option auf zwei weitere Jahre, die der Verein aus Beʾer Scheva auch zog. Mit Hapoel gewann er zwei Mal aufeinanderfolgend die israelische Meisterschaft. Wichtige Tore erzielte Buzaglo in der Europa League 2016–2017 gegen Inter Mailand und FC Southampton. Letzteres ermöglichte dem Verein den Einzug in die Runde der letzten 32, in der man letztlich an Besiktas Istanbul scheiterte.

## Maccabi Haifa
Am 23. August 2017 unterschrieb Buzaglo einen Dreijahresvertrag bei Maccabi Haifa, der ihm ein Grundgehalt von 500.000 USD pro Jahr garantieren. Zuvor hatte schon Maccabi Tel Aviv Interesse an Buzaglo bekundet, der Spieler entschied sich dann jedoch für Maccabi Haifa. Anfang der Saison holte er sich jedoch einen Kreuzbandriss und brachte es bei Maccabi Haifa nur auf fünf Spiele.

## Beitar Jerusalem
Am 21. August 2018 wechselte Buzaglo, nachdem sein Vertrag bei Maccabi Haifa aufgelöst wurde, zum Ligakonkurrenten Beitar Jerusalem, wo er Stammspieler wurde und 24 Spiele und fünf Tore machte. 

## Hapoel Tel Aviv
Nach einem Jahr in Jerusalem unterschrieb Buzaglo bei Hapoel Tel Aviv. Auch hier war er schnell Stammspieler. 2021 beendete er dort seine Karriere.

## Nationalmannschaftskarriere
Am 17. November 2007 gab Buzaglo gegen Russland im Rahmen der Qualifikation zur UEFA Euro 2008 sein Debüt in der israelischen A-Nationalmannschaft. Für die U-19-Auswahl Israels erzielte er in 35 Spielen 21 Tore.